# روژه کاساماژور
روژه کاساماژور (کاتالونیایی: Roger Casamajor؛ زادهٔ ۱۷ دسامبر ۱۹۷۶) بازیگر اهل اسپانیا است.
از فیلم‌ها یا برنامه‌های تلویزیونی که وی در آن نقش داشته‌است، می‌توان به هزارتوی پن، نان سیاه، همه می‌دانند و دریا اشاره کرد.